# A&W (ترانه)
«A&W» ترانه‌ای از خواننده-ترانه‌سرای آمریکایی لانا دل ری و برگرفته از نهمین آلبوم استودیویی او میدونستی که زیر بلوار اقیانوس تونلی هست (۲۰۲۳) است. این ترانه به‌دست دل ری، در کنار جک آنتونوف نوشته و تهیه شد. این ترانه در ۱۴ فوریهٔ ۲۰۲۳ به عنوان دومین تک‌آهنگ از آلبوم منتشر شد. عنوان این ترانه به برند روت بیر آمریکایی به همین نام اشاره دارد و سرواژهٔ «فاحشهٔ آمریکایی» (انگلیسی: American Whore) است.
این ترانه با تحسین منتقدان روبه‌رو شد و در شصت و ششمین مراسم جوایز گرمی، نامزد دو جایزه در دسته‌های ترانه سال و بهترین اجرای موسیقی آلترناتیو گردید. این ترانه از سوی چندین نشریه از جمله پیچفورک، گاردین و ان‌ام‌ئی به‌عنوان بهترین ترانهٔ سال ۲۰۲۳ برگزیده شد.

## ساختار
لانا دل ری در کنار جک آنتونوف «A&W» را نوشت و تهیه کرد. این ترانه، بالادی فولک، ترپ و پاپ است که به دو بخش تقسیم شده‌است. نیمهٔ اول فولک‌محور است و به‌طور برجسته‌ای شامل گیتار آکوستیک است. نیمهٔ دوم که طرفداران و منتقدان آن را «جیمی» می‌نامند، ترپ‌محور است که رولینگ استون به آن به‌دلیل «بازگشت به برخی از تولیدات اولیهٔ متأثر از هیپ هاپ او» اشاره کرد. این ترانه حاوی اشاره‌ای به داون داون بیبی است؛ شعری کودکانه که از اواسط قرن بیستم در ترانه‌ها و تولیدات رسانه‌ای مختلف استفاده شده‌است. مقایسه‌های دیگری از این ترانه با «دورهٔ لیزی گرانت» از دوران فعالیت دل ری انجام شده‌است که ترانه‌های منتشر نشده، دموها و ضبط‌های اولیه را با صدایی دخترانه و جوان پسند می‌خواند.

## انتشار
این ترانه در روز ولنتاین، ۱۴ فوریه ۲۰۲۳، به‌عنوان دومین تک آهنگ از آلبوم میدونستی که زیر بلوار اقیانوس تونلی هست  منتشر شد. در پست اینستاگرامی که عنوان و تاریخ انتشار آلبوم را اعلام می‌کرد، آنتونوف در مورد این قطعه صحبت کرد و آن را کار «موردعلاقه‌ای که ما تا به حال انجام داده‌ایم» نامید.

## بازخورد منتقدان
شاد دسوزا از پیچفورک این ترانه را «بهترین قطعهٔ جدید» نامید و از آن به‌عنوان «فریک‌اوت روان‌گردان کلاژیست» تعریف کرد. جان بلیستین از رولینگ استون آن را «لانای کلاسیک از هر نظر قابل تصور» نامید که مضامین «عشق بد» را با «نمادگرایی آمریکایی» در هم آمیخت.

### فهرست‌های پایان سال
| نشریه        | فهرست                 | رتبه         | منا.   |
| ------------ | --------------------- | ------------ | ------ |
| بی‌بی‌سی       | بهترین ترانه‌های ۲۰۲۳  | ۱            | [ ۱۴ ] |
| جی‌کیو        | بهترین ترانه‌های ۲۰۲۳  | بدون رتبه‌دهی | [ ۱۵ ] |
| Exclaim!     | ۲۵ ترانهٔ برتر ۲۰۲۳    | ۳            | [ ۱۶ ] |
| گاردین       | ۲۰ ترانهٔ برتر ۲۰۲۳    | ۱            | [ ۱۷ ] |
| ان‌ام‌ئی       | ۵۰ ترانهٔ برتر ۲۰۲۳    | ۱            | [ ۱۸ ] |
| پیچفورک      | ۱۰۰ ترانهٔ برتر ۲۰۲۳   | ۱            | [ ۱۹ ] |
| رولینگ استون | ۱۰۰ ترانهٔ برتر ۲۰۲۳   | ۳            | [ ۲۰ ] |
| واشینگتن پست | بهترین تک‌آهنگ‌های ۲۰۲۳ | ۶            | [ ۲۱ ] |

## دست‌اندرکاران
- لانا دل ری – ترانه‌نویس، تهیه‌کننده، آواز
- جک آنتونوف – ترانه‌نویس، تهیه‌کننده
- سم دیو – ترانه‌نویس

## جدول‌ها
| جدول (۲۰۲۳)                                         | بالاترین جایگاه |
| --------------------------------------------------- | --------------- |
| کانادا (۱۰۰ تک‌آهنگ داغ کانادا)                      | ۸۴              |
| ۲۰۰ آهنگ جهانی (بیلبورد)                            | ۱۲۹             |
| یونان (آی‌اف‌پی‌آی)                                    | ۱۹              |
| ایرلند (ایرما)                                      | ۳۷              |
| لیتوانی (AGATA)                                     | ۲۷              |
| هلند (سینگل تیپ)                                    | ۲۶              |
| تک‌آهنگ‌های برتر نیوزیلند (آرام‌ان‌زد)                  | ۱۶              |
| لهستان (تاپ ۱۰۰)                                    | ۹۱              |
| اسلواکی (۱۰۰ تک‌آهنگ دیجیتال برتر)                   | ۹۵              |
| هیت‌سیکر سوئد (Sverigetopplistan)                    | ۶               |
| تک‌آهنگ‌های بریتانیا (اوسی‌سی)                         | ۴۱              |
| ایالات متحده فوران‌کننده زیر ۱۰۰ آهنگ داغ (بیلبورد)  | ۵               |
| ترانه‌های داغ راک و آلترناتیو ایالات متحده (بیلبورد) | ۱۰              |